# 59P/Kearns-Kwee
La comète Kearns-Kwee, officiellement 59P/Kearns-Kwee, est une comète périodique du système solaire, découverte le 17 août 1963 par Charles E. Kearns et Kiem King Kwee à l'Observatoire du Mont Palomar en Californie.